# Gonjiam (métro de Séoul)
Gonjiam (hangeul : 곤지암 ; hanja : 昆池岩) est une station de passage de la ligne Gyeonggang du métro de Séoul. Elle est située au 333 Gonjiamcheon-ro, village Gonjiam-ri et bourg Gonjiam-eup de la ville Gwangju-si, sur le territoire de la province Gyeonggi-do, au sud-est de Séoul, en Corée du Sud.
Ouverte en 2016, la station est desservie par les rames omnibus qui circulent sur la ligne Gyeonggang.

## Situation sur le réseau

Plan du réseau (2023)

La station, établie en aérien, Gonjiam est une station de passage de la ligne Gyeonggang du métro de Séoul : elle est située entre la station Chowol, en direction du terminus nord Pangyo, et la station Sindundoyechon en direction du terminus sud-est Yeoju.

## Histoire
La station Gonjiam est mise en service le 24 septembre 2016, lors de l'ouverture à l'exploitation de la ligne Gyeonggang,,.

## Services aux voyageurs

### Accès et accueil
Accessible au 10 Gwangjuyeok-ro, quartier Yeok-dong, la station de métro établie en aérien dispose de deux accès numérotés 1 et 2 établis de chaque côté de la station. Comme les autres stations elle est équipée d'une billetterie par automates pour les titres de transports. Prévue pour une desserte par des rames express, la station dispose de deux quais centraux et quatre voies, mais les temps de desserte étant rapides il n'a finalement pas été nécessaire d'ajouter ce service, en conséquence les deux voies extérieurs sont inutilisées et les deux quais centraux sont utilisés comme des quais latéraux avec les deux voies centrales.

Installations
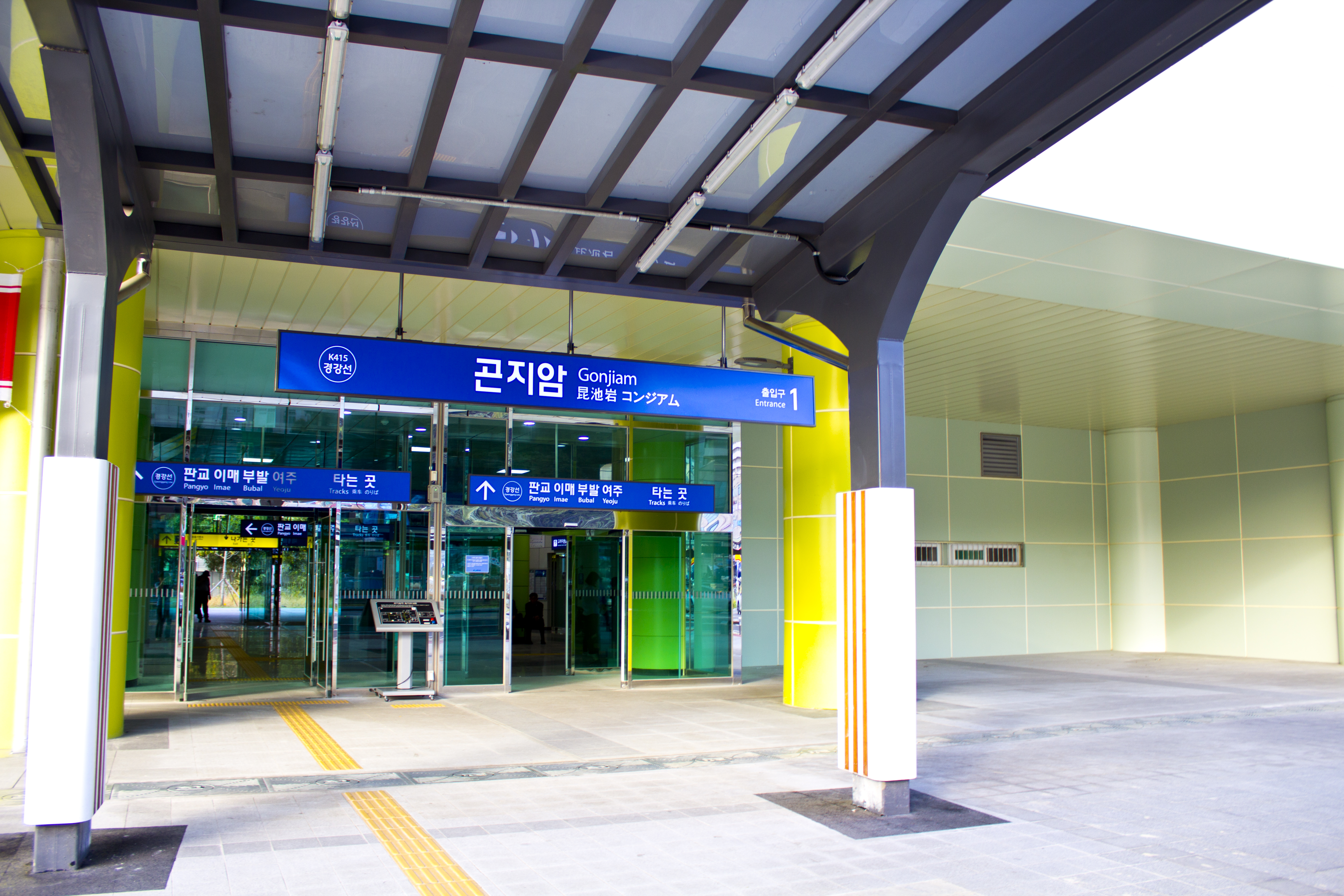
En 2016.
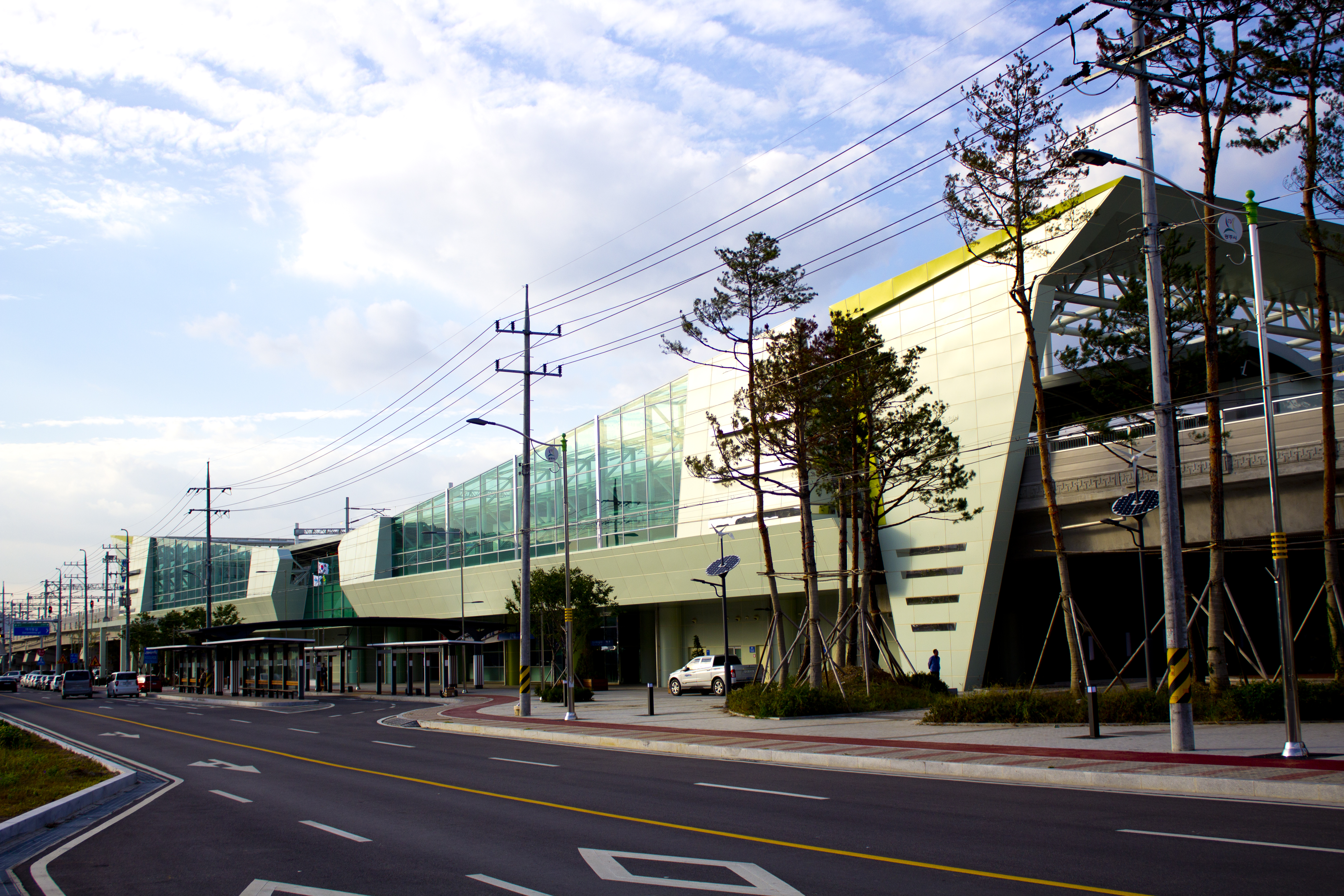
En 2016.
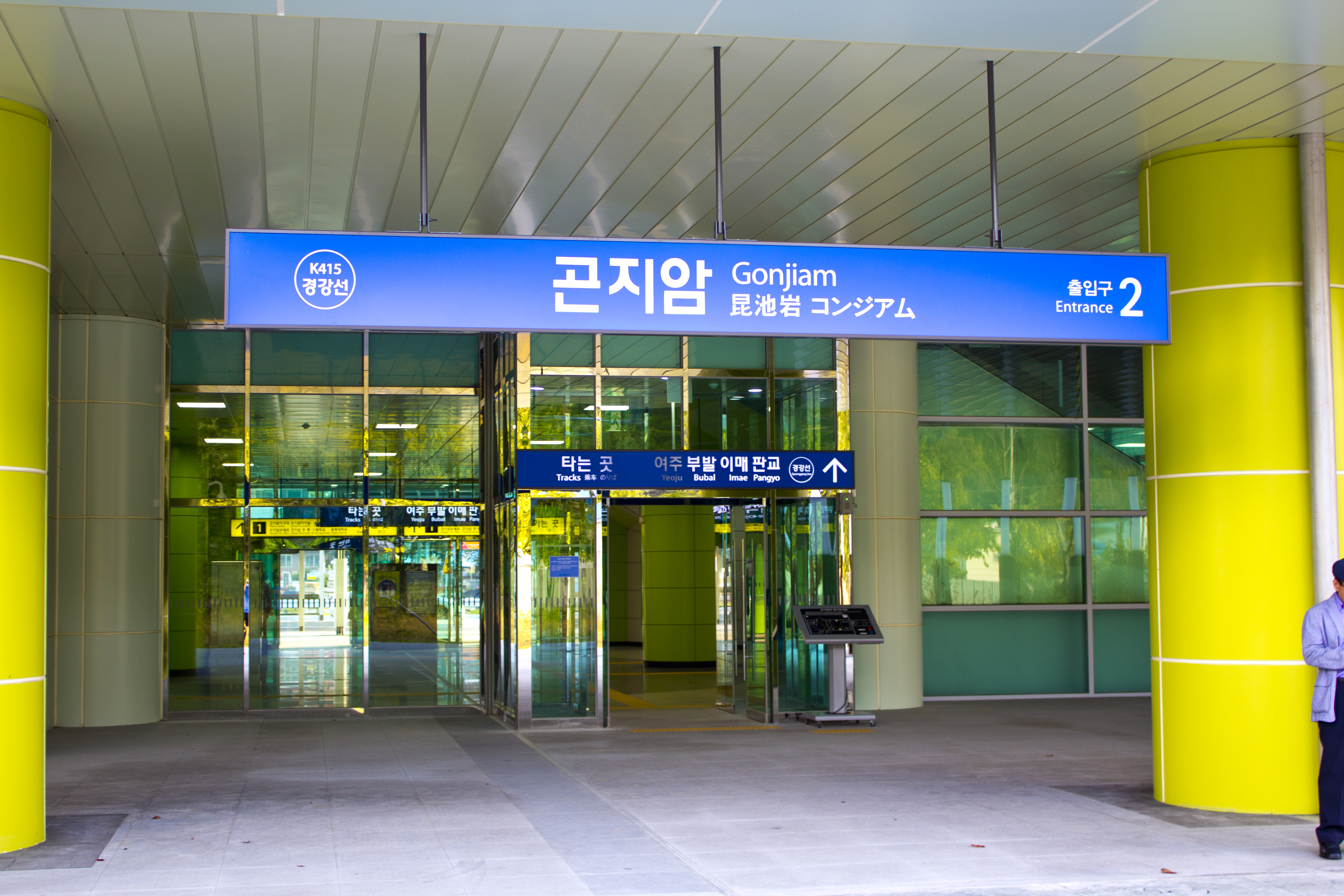
En 2016.

### Desserte
Gonjiam est desservie par les rames omnibus qui circulent sur la ligne. Les quais sont équipés de portes palières.

Installations
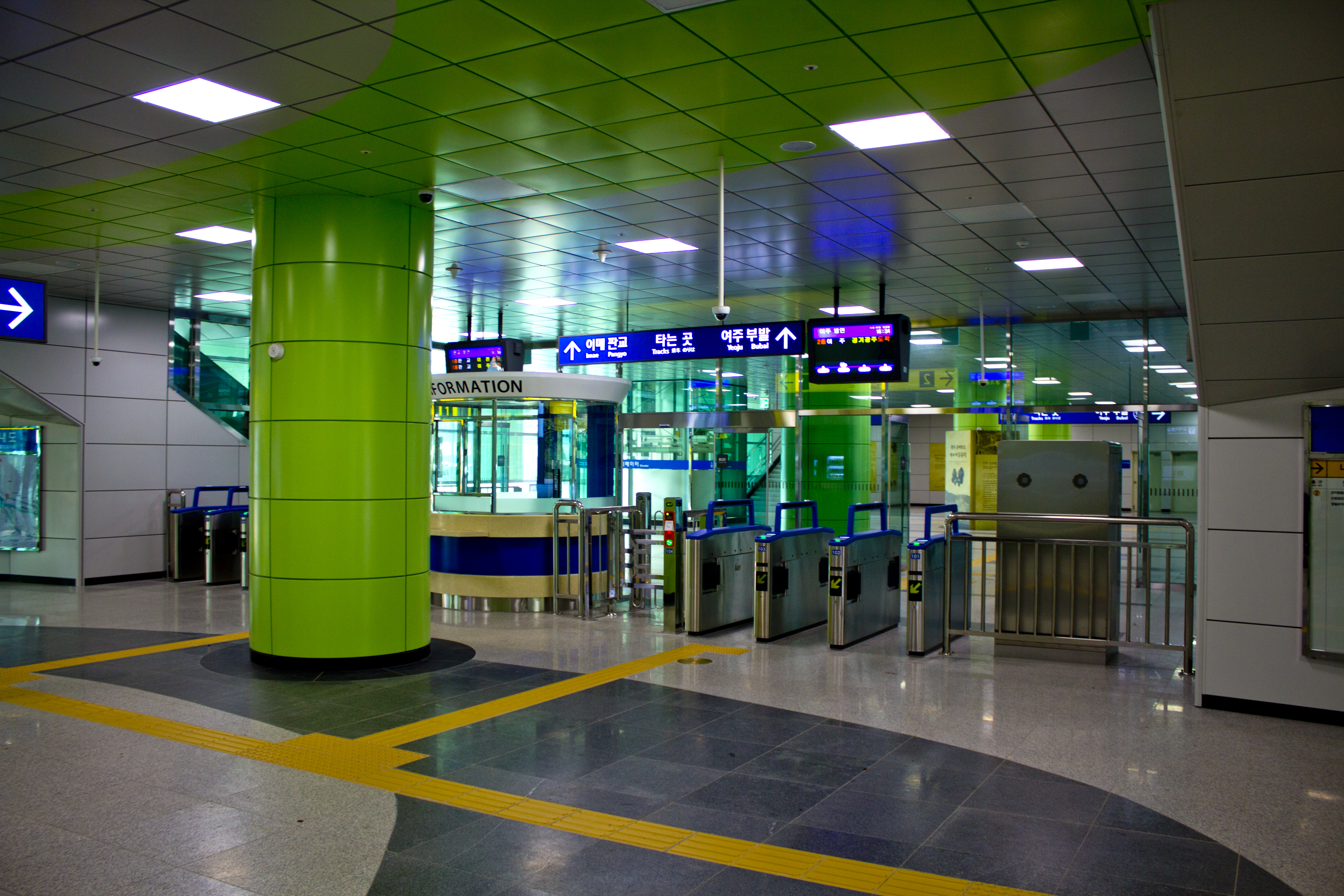
En 2016.
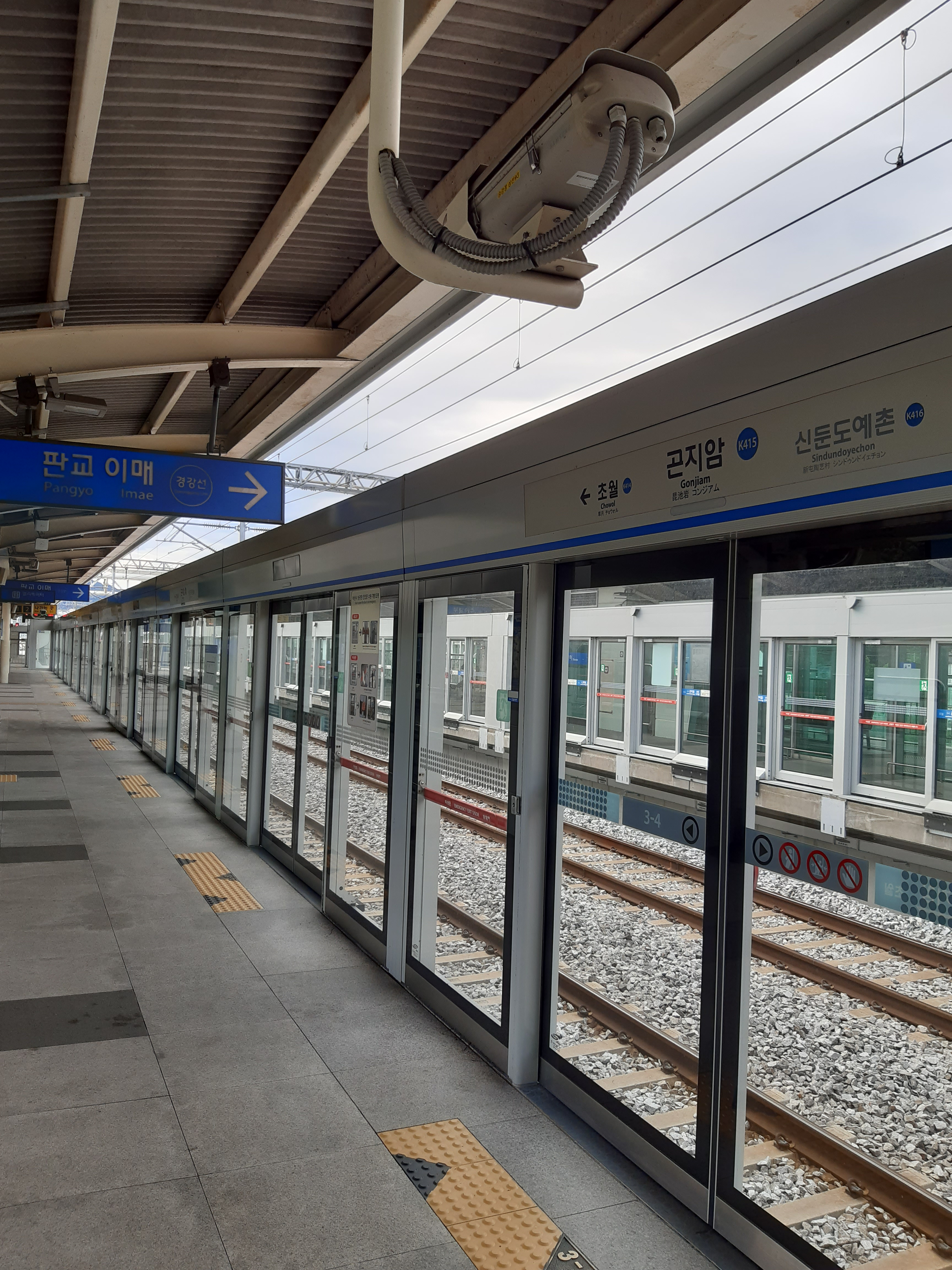
En 2020.

### Intermodalité
Des arrêts de bus sont situés à proximité.